# Сорочинський ярмарок (повість)
«Соро́чинський я́рмарок» — повість Миколи Гоголя.

## Історія публікації
Надрукована вперше 1831 року в Першій книжці «Вечорів на хуторі біля Диканьки». Рукопис складається з чотирьох окремих аркушів сірого паперу (16 сторінок), повністю заповненого автографічним текстом (чорнилом). Заголовок і дата внизу тексту («1829») позначені олівцем чужою рукою.
У повісті кожен розділ, написаний російською, випереджає епіграф українською.

## Сюжет
Селянин Солопій Черевик разом з дочкою Параскою і сварливою дружиною Хавронею (мачухою Параски) прибуває на Сорочинський ярмарок, щоби продати десяток мішків пшениці і старого коня. Їм зустрічається Грицько — юнак, що закохався у дочку Черевика, але тим часом посварився з її мачухою. Грицько сватається до Параски. Солопій не проти весілля, але Хавроня заперечує і весілля скасовується. Тоді Грицько звертається по допомогу до цигана, який обіцяє влаштувати шлюб.
Тим часом відвідувачі ярмарку стурбовані тим, що місце прокляте і побоюються появи червоної свитки. Кум Солопія розповідає йому, у чому справа. Колись чорт, пиячачи у місцевому шинку, витримався і вимушений був закласти свою червону свитку господарю шинка. Рік потому, з'явившись викупати улюблений кафтан, чорт виявляє, що той вже проданий. Чорт карає господаря корчми і вирушає шукати свитку. Але та вже багаторазово переходила з рук в руки, приносячи нещастя власникам, поки врешті не була розрубана на шматки і розкидана по Сорочинському ярмарку. Тепер чорт тиняється по ярмарку у пошуку шматків свитки — йому залишилось знайти тільки лівий рукав. Під ранок відбувається переполох — у вікно хати, де спить Солопій Черевик і Хавроня вламується свиняча морда. З криками «Чорт! Чорт!» і горшком на голові замість шапки, Солопій вибігає із дому.
На ранок Солопію треба продати коня. Під час умивання під його руку трапляє червоний обшлаг свитки, який не віщує нічого доброго. По дорозі на ярмарок Солопій зустрічає цигана, а кінь загадково зникає, залишивши у руках Черевика лиш вуздечку і червоний рукав свитки. Нажаханий Солопій кидається тікати, але його ловлять місцеві, звинувативши… у крадіжці коня Черевика. Солопія тягнуть у сарай і прив'язують.
У сарай до Солопія приходить Грицько. Він обіцяє його визволити, якщо той посватає до Грицька Параску. Грицько зустрічається з циганом і підтверджує, що все пішло за планом. Повість закінчується весіллям.

## Екранізації, постановки
- «Сорочинський ярмарок» — опера М. П. Мусоргського в 3-х діях.
- «Сорочинський ярмарок» (1927) — незбережений фільм режисера Григорія Грічера-Черіковера.
- «Сорочинський ярмарок» (1938) — фільм режисера Миколи Екка.
- «Сорочинський ярмарок» (1985) — телеспектакль режисерів Веніамина Смєхова, Ганни Константинової, Марини Ішимбаєвої
- «Сорочинський ярмарок» (2004) — музичний фільм режисера Семена Горова на музику Костянтина Меладзе.

## Переклади українською
- Микола Гоголь. Сорочинський ярмарок. Переклад з рос.: А. Харченко.[2] // Микола Гоголь. Страшна помста та інші оповідання. Вінніпеґ: Накладом Івана Тиктора. Пер з рос. А. Харченка та ин.; за редакцією: Я. Рудницького. 1952. 147 стор.: С. 13-50 (Клюб приятелів української книжки, No. 12) (pdf)
- Микола Гоголь. Сорочинський ярмарок. Переклад з рос. А. Хуторяна. // Гоголь Микола. Українські повісті. /Переклади з російської М. Рильського, М. Зерова та ін.; за редакцією: І. Малковича. К.: А-БА-БА-ГА-ЛА-МА-ГА, 2019, вид. четверте. 608 стор.

## Похідні твори українською
- Володимир Держирука. Червона свитка: комедія в чотирьох діях. Філядельфія: З друкарні «Америка». 1919. 46 стор. (pdf, archive.org)